# Булига Сергій Олексійович
Сергі́й Олексі́йович Були́га (біл. Сяргей Аляксеевіч Булыга, 17 вересня 1953, Мінськ — пом. 24 жовтня 2021, Мінськ) — білоруський російськомовний письменник-фантаст та автор історичних творів.

## Біографія
Сергій Булига народився в Мінську. Після закінчення середньої школи в 1970 році вступив до Білоруського політехнічного інституту, і після його закінчення у 1975 році нетривалий час працював інженером-електриком на Далекому Сході. У 1981 році Сергій Булига закінчив Вищі сценарні курси при Держкіно СРСР за спеціальністю кінодраматург. У 1982—1983 роках Булига працював у сценарній майстерні кіностудії «Білорусьфільм», у 1983—1986 роках працював інженером з кінофікації, а в 1986—1995 роках працював головним редактором студії мультиплікаційних фільмів кіностудії «Білорусьфільм». У 1995 році Булига став завідувачем літературного відділу дитячої газети «Зорька». У 2013—2015 роках Сергій Булига був заступником головного редактора журналу фантастики «Космопорт». Помер Сергій Булига 24 жовтня 2021 року в Мінську внаслідок коронавірусної хвороби.

## Літературна творчість
Сергій Булига розпочав літературну діяльність у 1980 році, коли вийшло друком його оповідання «Туман». У 1985 році вийшло друком перше фантастичне оповідання письменника «Украдений острів». У 1990 році вийшла друком фантастична повість автора в стилі альтернативної історії «Шпори на босу ногу», яку пізніше сам письменник переробив у нефантастичний роман. У 1991 році вийшла друком перша авторська збірка Булиги «Волоцюга і фея» (рос. Бродяга и фея). У 1992 році вийшла друком повість автора в жанрі альтернативної історії «Лисавета Іванна веліла кланятися». У 1997 році письменник опублікував історико-містичний роман «Залізний вовк» про життя полоцького князя Всеслава Чародія. У 2002 році вийшло відразу 2 фентезійних романи письменника: «Чорна сага» і «Відьмин виродок»(рос. Ведьмино отродье). У 2004 році вийшов друком наступний фентезійний роман Сергія Булиги «Чужа корона», заснований на білоруському фольклорі, за який письменник наступного року отримав російську літературну премію імені Єфремова. Наступні роки письменник написав продовження «Чужої корони», проте у зв'язку зі зміною видавничої політики російських видавництв ці романи так і залишились неопублікованими. У 2011—2020 році Булига видав серію «Справи Розбійного Приказу» (рос. Дела Разбойного Приказа), в якій дія відбувається в Московському царстві XVI століття, головним героєм якої є слідчий Розбійного приказу, який розслідує загадкові справи на всій території держави. У 2019 році письменник видав друком роман «Тінь Срібної гори» про події російсько-чукотських воєн. Також Сергій Булига є автором низки дитячих книжок. Він також є автором сценарію фільму за творами Володимира Короткевича «Сива легенда».

### Збірки
- 1991 — Бродяга и фея
- 2000 — Тюрем-тюремок
- 2016 — Правило правой руки
- 2018 — Огненные буквы
- 2019 — Дикий физик

### Романи
- 1997 — Железный волк
- 2002 — Черная сага
- 2002 — Ведьмино отродье
- 2004 — Чужая корона
- 2006 — Шпоры на босу ногу
- 2009 — Жаркое лето 1762-го
- Цикл «Дела Разбойного Приказа»:
  - 2011 — Углицкое дело
  - 2013 — Царское дело
  - 2015 — Грозное дело
  - 2017 — Сибирское дело
  - 2018 — Золотое дело
  - 2020 — Персидское дело
- 2019 — Тень Серебряной горы

### Повісті
- 1990 — Шпоры на босу ногу (была переработана в одноименный роман)
- 1992 — Лисавета Иванна велела кланяться